# Kentucky Derby 1900
Kentucky Derby 1900 var den tjugosjätte upplagan av Kentucky Derby. Löpet reds den 3 maj 1900 över 1 1⁄4 miles (2 012 m). Löpet vanns av Lieut. Gibson som reds av Jimmy Boland och tränades av Charles H. Hughes.
Förstapriset i löpet var 4 850 dollar. Sju hästar deltog i löpet. Segertiden på 2:06.25 var nytt löprekord.

## Resultat
| P | Häst            | Jockey            | Tränare              | Land | Tid     |
| - | --------------- | ----------------- | -------------------- | ---- | ------- |
| 1 | Lieut. Gibson   | Jimmy Boland      | Charles H. Hughes    | USA  | 2:06.50 |
| 2 | Florizar        | Clyde Van Dusen   | Hiram J. Scoggan     | USA  |         |
| 3 | Thrive          | James Winkfield   | Julius C. Cahn       | USA  |         |
| 4 | Highland Lad    | Richard Crowhurst | Hiram J. Scoggan     | USA  |         |
| 5 | His Excellency  | Gilmore           | Thomas Clay McDowell | USA  |         |
| 6 | Kentucky Farmer | Monk Overton      |                      | USA  |         |
| 7 | Hindus          | Harry Vititoe     | John H. Morris       | USA  |         |